# Periodo refrattario (fisiologia)
In fisiologia il termine periodo refrattario viene usato per indicare il processo di iperpolarizzazione cellulare che segue al passaggio del potenziale di membrana. A seguito di un potenziale d'azione, la membrana diventa meno eccitabile e non è più in grado di generare altri potenziali d'azione: questo periodo di minore responsività è denominato periodo refrattario. La probabilità che si generi un secondo potenziale d'azione in coda ad un altro dipende dal tempo intercorso tra questi due eventi e, in genere, si riconoscono due momenti distinti: un periodo refrattario assoluto e un periodo refrattario relativo.
Una delle funzioni del periodo refrattario è quella di impedire il riverbero dei segnali nella rete nervosa assonale, impulsi che devono invece essere propagati in un'unica direzione. Altra funzione è quella di limitare, mantenendole costanti, la forma d'onda e la temporizzazione dei potenziali d'azione, regolarizzandone la loro generazione.